# Burg Bertholdsdorf
Die Burg Bertholdsdorf ist eine abgegangene mittelalterliche Höhenburg auf 386 m ü. NHN anstelle der Ortskirche Sankt Georg in Bertholdsdorf, einem heutigen Gemeindeteil der Gemeinde Windsbach im Landkreis Ansbach in Bayern.

## Geschichte
Die Spornburg wurde 1294 erwähnt. Um 1296 kam ein Teil von Bertholdsdorf und die Burg an das Hochstift Eichstätt und ein Teil kam an den Burggrafen von Nürnberg. Die Freiherren von Seckendorff waren die letzten Besitzer von Bertholdsdorf und Burg, bis es 1597 die Markgrafen von Ansbach erwarben und dem Oberamt Windsbach unterstellten, welchem es 200 Jahre unterstand. Im Dreißigjährigen Krieg (1618–48) wurde die Burg zerstört. 
Auf dem Areal der ehemaligen Burganlage befindet sich die heutige, vermutlich im 15. Jahrhundert als Wehrkirche angelegte Evangelisch-lutherische Pfarrkirche St. Georg mit terrassenförmig übereinander angelegten Stützmauern. Von der ehemaligen Burganlage sind nur Mauerreste und der Halsgraben erhalten. Das Pfarrhaus wurde 1734 von Johann David Steingruber aus dem Material der ehemaligen Burg erbaut sowie auch die Kirchhofmauer.